# Leandra Leal
Leandra Rodrigues Leal Braz e Silva (Río de Janeiro, 8 de septiembre de 1982), más conocida como Leandra Leal, es una actriz brasileña.

## Carrera
Es la hija de la actriz Angela Leal. Comenzó en el teatro a los siete años y en la televisión a los ocho, cuando grabó el último capítulo de la novela Pantanal, donde también trabajó su madre. 
Gracias a una rara habilidad para interpretar personajes en el cine, el teatro y la televisión, Leandra Leal es considerada hoy una de las más grandes actrices de su generación, compatible con una carrera que incluye novelas, obras de teatro y exitosas películas.
Fue premiada a nivel nacional e internacional, con sólo 13 años, la interpretación en La ostra y el viento, su primera película, donde se cruzó con actores como Lima Duarte y Fernando Torres. Trabajó con importantes directores como el brasileño Walter Lima Jr., Jorge Furtado, Murilo Salles, Paulo César Saraceni, Julio Bressane, Sérgio Rezende, Moacyr Góes, José Eduardo Belmonte. 
En el teatro, escribió, dirigió y produjo la pieza de Impresiones de mi cuarto con Bianca Gismonti en 2005. Además de participar en el montaje del clásico de Pedro Antonio Nacional Se correr o bicho pega, se ficar o bicho come, Tartufo, dirigida por Tonio Carvalho y Simpatía, dirigida por Renata Melo.
Como productora, ha realizado numerosos espectáculos en el teatro de su familia - Teatro Rival - como Seu Jorge, Mundo Livre SA, Los seboso Postizos, Cordel do Fogo Encantado y Paula Lima. 
A finales de 2008 debutó como directora en El espectáculo de teatro con José Básicos futuro Paes de Lira. 

## Filmografía

### Televisión
| Año     | Título                             | Personaje                             |
| ------- | ---------------------------------- | ------------------------------------- |
| 1990    | Pantanal                           | Maria Marruá Leôncio                  |
| 1990    | A História de Ana Raio e Zé Trovão |                                       |
| 1994    | Confesiones de adolescentes        | Mariana                               |
| 1995    | Explode Coração                    | Yanka Sbano                           |
| 1997    | La indomable                       | Lúcia Helena (1ª fase)                |
| 1998    | Pecado Capital                     | Clarelis Batista                      |
| 2000    | A Muralha                          | Beatriz Ataíde Olinto                 |
| 2000    | Brava Gente                        | Margarida                             |
| 2000    | El clavel y la rosa                | Bianca Batista                        |
| 2002    | Pastores da Noite                  | Otália                                |
| 2003    | Sítio do Picapau Amarelo           | Guinevere                             |
| 2003    | A Grande Família                   | Viviane                               |
| 2004    | Señora del destino                 | Maria Cláudia Tedesco                 |
| 2004    | Um Só Coração                      | Úrsula Schmidt da Silva (Ucha)        |
| 2006    | Páginas de la vida                 | Sabrina Marcondes                     |
| 2008    | Ciranda de Pedra                   | Elza Carmelo (Elzinha)                |
| 2009    | Decamerão - A Comédia do Sexo      | Isabel                                |
| 2010    | Passione                           | Agostina Mattoli                      |
| 2011    | Insensato corazón                  | Adriana                               |
| 2012    | As Brasileiras                     | Rosa Maria                            |
| 2012    | Encantadoras                       | Maria do Rosário Monteiro da Silva    |
| 2013    | Saramandaia                        | Zélia Vilar                           |
| 2014    | Imperio                            | Cristina Medeiros                     |
| 2015    | Babilônia                          | Participação                          |
| 2016    | Justiça                            | Kellen Aparecida                      |
| 2019-21 | Aruanas                            | Luíza Laes                            |
| 2020    | Mulheres Fantásticas               | Narradora - Episódio: "Maria Baderna" |
| 2023    | A Vida Pela Frente                 | Tereza Assunção                       |
| 2023    | Betinho - No Fio da Navalha        | Irles Carvalho                        |

### Cine
| Año  | Título                     | Personaje                          |
| ---- | -------------------------- | ---------------------------------- |
| 1997 | A Ostra e o Vento          | Marcela                            |
| 1999 | O Viajante                 | Sinhá                              |
| 2000 | O Melhor                   |                                    |
| 2000 | O Maior                    |                                    |
| 2001 | Dias de Nietzsche em Turim |                                    |
| 2003 | O Homem que Copiava        | Sílvia                             |
| 2003 | Chatô, O Rei do Brasil     | Lola                               |
| 2004 | Cazuza - O tempo não pára  | Bebel Gilberto                     |
| 2006 | Zuzu Angel                 | Sônia                              |
| 2007 | Nome Próprio               | Camila                             |
| 2008 | Bonitinha, mas Ordinária   | Ritinha                            |
| 2009 | Se Nada Mais Der Certo     | Georgina                           |
| 2009 | Insolação                  | Liuba                              |
| 2009 | Antes da Noite             |                                    |
| 2011 | Estamos Juntos             | Carmem                             |
| 2012 | Boca                       | Silvia                             |
| 2013 | Éden                       | Karine                             |
| 2013 | O Uivo da Gaita            | Luana                              |
| 2013 | O Rio nos Pertence!        | Marina                             |
| 2013 | O Lobo atras da Porta      | Rosa                               |
| 2013 | Mato sem Cachorro          | Zoé                                |
| 2014 | Divinas Divas              |                                    |
| 2015 | Empreguetes - O Filme      | Maria do Rosário Monteiro da Silva |

## Teatro
- 1994 - Eles, elas e nós, con el grupo Te Atropelo Meu Bem, dirección de Antônio Breves
- 1999 - Tiro de Misericórdia, dirección de Marcelo Beauclair y Leandra Leal
- 2001/2002 - Esquete Alice, de Leandra Leal y Bianca Gismonti
- 2002 - Se Correr o Bicho Pega, Se Ficar o Bicho Come, de Oduvaldo Vianna Filho y Ferreira Gullar, dirección de António Pedro – CETE
- 2003/2004 - Tartufo, de Molière, dirección de Tônio Carvalho[10]
- 2004/2005 - Impressões do Meu Quarto, de Leandra Leal y Bianca Gismonti, dirección de Leandra Leal y Cláudio Volkart- Grupo8
- 2008- Simpatia, de José Rubens Siqueira, dirección de Renata Melo

### En la música
- 2008 - Participó del álbum Na Confraria das Sedutoras del proyecto que reunió Dengue, Pupillo (integrantes del Nação Zumbi) y Rica Amabis (del grupo Instituto), o 3naMassa

### Singles
| Título             | Artista     | Artista(s) extra(s)             |
| ------------------ | ----------- | ------------------------------- |
| Vida de Empreguete | Empreguetes | Isabelle Drummond y Taís Araújo |
| Maria Brasileira   | Empreguetes | Isabelle Drummond y Taís Araújo |
| Forró das Curicas  | Empreguetes | Isabelle Drummond y Taís Araújo |
| Nosso Brilho       | Empreguetes | Isabelle Drummond y Taís Araújo |

## Premios y menciones
Associación Paulista de Críticos de Arte
- 1998 - ganadora del Troféu APCA como mejor revelación, por La Ostra y el Viento.

Festival del Cine Brasileño de Miami
- 1998 - ganadora del Trofeo Lentes de Cristal como mejor actriz, por La Ostra y el Viento.

Mejores del Año del Domingão do Faustão
- 2004 - mejor actriz de reparto por Señora del destino

Gran Premio Cine del Brasil
- 2005 - indicada como mejor actriz de reparto, por Cazuza, o Tempo Não Pára

Premio Contigo!
- 2005 - ganadora - mejor actriz de reparto, por Señora del destino

Festival de Cine de Gramado
- 2008 - 36.ª edición - ganadora - mejor actriz brasileña, por Nome Próprio

Premios Fénix
- 2014 - 1ª edición - ganadora - mejor actriz, por O Lobo Atrás da Porta

#### Premios Platino[11]
- 2015: Nominada a Mejor Interpretación Femenina por O Lobo atrás da Porta

Otros premios
- Nacionales:

Natal, Recife y Premio Estación Unibanco de Revelación en Cine como mejor actriz por La Ostra y el Viento
- Internacionales:

Biarritz y Miami como mejor actriz por La Ostra y el Viento